# Пётровска, Гося
Малгожа́та «Го́ся» Пётро́вска (пол. Małgorzata "Gosia" Piotrowska; род. 1979) — австралийская актриса польского происхождения. Наиболее известна благодаря исполнению роли Рианы в австралийско-польском телесериале «Чародей» (1995). В дальнейшем отошла от актёрской деятельности. В настоящее время[уточнить] работает в австралийской архитектурной фирме nettletontribe, возглавляя отдел по разработке интерьеров для коммерческих, жилых и общественных зданий и частных клиентов.

## Биография
Родилась в Польше в 1979 году, позже эмигрировала с родителями в Австралию.
В 1995 году, в шестнадцатилетнем возрасте, снялась в научно-фантастическом приключенческом австралийско-польском телесериале «Чародей» в роли Рианы. На данный момент эта роль является единственной работой Госи в кинематографе. Некоторое время Гося работала диджеем на Радио SBS (англ. SBS Radio) в Сиднее, записывала фрагменты романа «Девочка Никто» Томаша Тризны (пол. «Panna Nikt», Tomek Tryzna), а также под руководством Дороты Банасяк (пол. Dorota Banasiak) вела субботние молодёжные передачи. На этих передачах Гося познакомилась со своим будущим мужем Марчином Вайсом (пол. Marcin Weiss).
В 2002 году Гося окончила с отличием Сиднейский технологический университет (University of Technology Sydney (UTS)) и получила работу в австралийской архитектурной фирме nettletontribe.
В 2003 году вышла замуж за Марчина Вайса, сменив фамилию на Пётро́вска-Вайс (пол. Piotrowska-Weiss). Иногда Гося и Марчин появлялись на Радио Семь (пол. Radio Siedem) вместе с отцом Госи — Богусем Пётровским (пол. Boguś Piotrowski). Также Гося с отцом выступали в спектаклях Эли Хылевской, посвящённых Агнешке Осецкой (пол. Agnieszka Osiecka). В одном из спектаклей — «В жёлтом пламени листьев» (пол. «W żółtych płomieniach liści»), проходившем в Университете Маккуори, Гося выступала уже будучи беременной.
18 февраля 2005 года Гося родила дочь Майю.
В 2006 году была иллюстратором книги «За вратами рая» Эли Хылевской (пол. «Za Bramą Raju», Ela Chylewska).
В 2007 году Гося рассталась с Марчином, а в мае 2008 года развелась с ним.
8 июня 2010 года она вышла замуж за своего друга и бывшего коллегу — Максвелла Сэндерсона (англ. Maxwell Sanderson), родив от него двойняшек.
14 мая 2015 года Гося приняла участие в памятной выставке, посвящённой Иоанну Павлу II «Папа — пилигрим» (пол. Wystawa Jan Paweł II – Papież Pielgrzym), проходившей в стенах Консульства республики Польша (пол. Konsulatu RP). Авторами выставки выступили родители Госи — Данута и Богуслав Петровки (пол. Danuta i Bogusław Piotrowski). Гося переводила вступительное слово мамы и открывала выставку на английском языке. А также, под аккомпанемент фортепиано в исполнении своего отца, спела любимую песню Иоанна Павла II — «Barka» («Лодка»/«Ладья») с последним куплетом, дописанным епископом Юзефом Завитковским (пол. Józef Zawitkowski) после смерти Папы.